# オセアニアラグビー
オセアニアラグビー（Oceania Rugby）は、2000年に設立されたオセアニアにおけるラグビーユニオン競技に関する運営団体。ワールドラグビーの傘下にある連盟で、オセアニアにおけるラグビーユニオンの運営・管理・普及活動を行う。名称をオセアニアラグビーユニオン連盟（Federation of Oceania Rugby Unions; FORU）から改称。

## オセアニアラグビーの主な大会
ワールドラグビーの傘下としてオセアニアラグビーは下記の大会を管理している。
- パシフィック・ネイションズカップ
- パシフィック・チャレンジ
- オセアニアラグビーカップ（英語版）
- オセアニアセブンズ（英語版）
- オセアニア・ウィメンズチャンピオンシップ
- オセアニア女子セブンズチャンピオンシップ（英語版）
- オセアニアラグビーU-20チャンピオンシップ

## 加盟国・地域
次の14団体がオセアニアラグビーのメンバー:
- アメリカ領サモア（英語版）
- オーストラリア
- クック諸島（英語版）
- フィジー
- ニュージーランド
- ニューカレドニア（英語版） a
- ニウエ（英語版）
- パプアニューギニア（英語版）
- サモア（英語版）
- ソロモン諸島（英語版）
- タヒチ（英語版）
- トンガ（英語版）
- ツバル（英語版） b
- バヌアツ（英語版）

次の2団体がオセアニアラグビーのアソシエイトメンバー:
- ウォリス・フツナ（英語版） c

- ナウル（英語版） d

## Notes
^a フランスラグビー連盟がワールドラグビーに加盟しており、フランスラグビー連盟の地域連盟としての位置づけ。
^b ツバルラグビー協会はワールドラグビーに加盟していない。
^c フランスラグビー連盟がワールドラグビーに加盟しており、フランスラグビー連盟の地域連盟としての位置づけ。
^d ナウルラグビー協会は2015年にワールドラグビーに加盟。